# Eusthenia costalis
Eusthenia costalis is een steenvlieg uit de familie Eustheniidae. De wetenschappelijke naam van de soort is voor het eerst geldig gepubliceerd in 1913 door Banks.